# Labrada (Abadín)
Labrada (llamada oficialmente San Pedro de Labrada) es una parroquia española del municipio de Abadín, en la provincia de Lugo, Galicia.

## Geografía
Se sitúa al norte del concejo, en un valle formado por el arroyo de Labrada y atravesada por la carretera CP01-01. Su capital es O Cordal.[cita requerida] La sierra del Gistral es el elemento geográfico más reseñable de la parroquia; atravesada por varias pistas forestales, es de fácil acceso, a través de zonas de rocas calizas y cuarcitas redondas, grandes y apiñadas; con formas curiosas. Entre los parajes más destacables se encuentra el de O Castelo, una agrupación de rocas formando una montaña de unos 779 metros de altura. El pico de Chao do Fonce es uno de los montes más altos del concejo; pero no supera al Neda. En la sierra hay instalados aerogeneradores que abastecen de energía eléctrica a la comarca de Tierra Llana, además de en el paraje de Coto do Canelo y en los montes de Currovedo.

## Historia
El Diccionario geográfico-estadístico-histórico de España y sus posesiones de ultramar de Pascual Madoz la describía en 1847 como una feligresía en la provincia de Lugo, perteneciente a la diócesis y partido judicial de Mondoñedo y al ayuntamiento de Abadín. Situada sobre los márgenes de los riachuelos Villagüente y Jestide, se afirmaba que «disfruta de buena ventilación y clima templado y bastante sano», contando con un total de 150 casas distribuidas en los lugares de Agros, Barral, Cabeira, Cabozo, Cordal, Corrobedo, Juadendo, Lamacide, Lestide, Outeiro, Pazo, Tibián y otros. Sólo había una iglesia parroquial (de San Pedro) y del cementerio se apuntaba que «aunque reducido en nada perjudica a la salud pública por su buena ventilación». También existía por aquel entonces una ermita con advocación de San Antonio, de fundación particular. El término confinaba por el norte con Santa María de Montouto, por el este con Estelo, por el sur con San Juan de Romariz y por el oeste con San Simón de Cuesta y Santiago de Samarugo. Tenía fuentes «de buen agua» y era bañado por los riachuelos mencionados de Villagüente y Jestide, el primero con origen en los montes de Tojoso y el segundo en la cuesta de Sol, desaguando el primero en el río de Abadín y el segundo en el de Tronceda. El terreno estaba conformado por zonas de monte y de llano, con sus caminos descritos como «vecinales y mal cuidados». El correo se recibía por la capital del partido. Se cultivaban trigo, centeno, avena, patatas y mijo, además de darse cría de ganado vacuno, lanar, cabrío, de cerda y caballar; con «alguna caza». Existían seis molinos harineros y contaba con 150 vecinos y 88 almas.

## Organización territorial
La parroquia está formada por treinta y siete entidades de población, constando veintiocho de ellas en el nomenclátor del Instituto Nacional de Estadística español:

### Entidades de población
Entidades de población que forman parte de la parroquia:
- Cabeira (A Cabeira)
- A Capeleira
- Casavella (A Casavella)
- Choqueira (A Choqueira)
- A Fonte
- Basilias (As Basilias)
- As Lagoas
- As Vigas
- Carballal
- Carozo
- Currovedo
- Chao do Covo
- Chao do Outeiro
- Fondo de Vila
- Lamacide
- Lestide
- Barral (O Barral)
- Calvo ( Calvo)
- O Catadoiro
- Cordal (O Cordal)
- Coto (O Coto)
- O Freixeiro
- Outeiro (O Outeiro)
- Paridoiro (O Paridoiro)
- Pazo (O Pazo)
- Portovello
- Ratoeira
- Sisalde
- Tezán
- Tivián
- Trandeiras
- Xanaz
- Xuadento

### Despoblados
Despoblados que forman parte de la parroquia:
- Pardela (A Pardela)
- Poza (A Poza)
- Atalaya (Atalaia)
- Agros (Os Agros)

## Demografía
| Gráfica de evolución demográfica de Labrada entre 2000 y 2019 |
|                                                               |
| Datos según el nomenclátor publicado por el INE.              |